# Pseudognaphalium antennarioides
Pseudognaphalium antennarioides là một loài thực vật có hoa trong họ Cúc. Loài này được (DC.) Anderb. miêu tả khoa học đầu tiên năm 1991.